# نبرد تنگه شیمونوسکی
نبرد تنگه شیمونوسکی (به ژاپنی: 下関海戦, Shimonoseki Kaisen) یک نبرد دریایی بود که در ۱۶ ژوئیه ۱۸۶۳ مابین یواس‌اس وایومینگ (۱۸۵۹) متعلق به نیروی دریایی ایالات متحده آمریکا و دایمیوی قلمروی چوشو بنام موری تاکاچیکا در شیمونوسکی، یاماگوچی در جنوب ژاپن درگرفت.

## زمینه
در سال ۱۸۶۳، امپراتور ژاپن، امپراتور کومی، با شکستن قرن‌ها سنت امپراتوری و ناراضی از گشودن ژاپن به ایالات متحده و اروپا، شروع به ایفای نقش فعال در امور دولت کرد و در دستوری که در ۱۱ مارس و ۱۱ آوریل، ۱۸۶۳ صادر شد، فرمان اخراج اجنبی‌ها را داد. قلمروی چوشو تحت فرمانروایی خاندان موری بود و تنگه شیمونوسکی در این قلمرو قرار داشت، خاندان موری این دستور را پیروی کرده و شروع به اقدام برای اخراج همه خارجی‌ها تا تاریخ تعیین شده، ۱۰ مه در تقویم قمری گاه‌شماری قمری برابر با اول ماه ژوئیه سال ۱۸۶۳ میلادی کردند. خاندان موری به‌طور آشکارا از شوگون‌سالاری توکوگاوا سرپیچی کرد و به نیروهای خود دستور داد بدون هشدار به تمام کشتی‌های خارجی که از تنگه شیمونوسکی بین هونشو عبور می‌کنند بدون اخطار شلیک کنند.